# Bathythrix margaretae
Bathythrix margaretae là một loài tò vò trong họ Ichneumonidae.